# 米田龍平
米田 龍平（よねだ りゅうへい、1983年12月 - ）は、日本のアートディレクター、グラフィックデザイナー、株式会社Y's代表取締役。

## 略歴
JAGDA会員。愛知県出身。青山学院大学卒。さらに大学院に進学し、院では金属成膜の研究をしていた。
攻殻機動隊SACの影響で東京とエンタメの仕事に興味を持つ。専門学校のリカレントのアートディレクターコースを修了したのち、デザイン会社に入社。2年半後の2011年に会社の先輩とともにY'sを設立した。

## 主な担当作品

### テレビアニメ
- 東京喰種トーキョーグール（2015年、プロモーションデザイン）
- トリアージX（2015年、プロモーションデザイン、Blu-ray・DVDデザイン）
- チア男子!!（2015年、ロゴデザイン、プロモーションデザイン、グッズデザイン、コミックスデザイン）
- ワンパンマン（2015年、プロモーションデザイン、Blu-ray・DVD・CDデザイン、グッズデザイン）
- ジョジョの奇妙な冒険 TVアニメ原画集 AAA（2016年、エディトリアル）
- 天使の3P!（2016年、ロゴデザイン、Blu-ray・DVDデザイン）
- レガリア（2016年、Blu-ray・DVDデザイン、予告画面）
- 櫻子さんの足下には死体が埋まっている（2016年、ロゴデザイン、プロモーションデザイン、Blu-ray・DVDデザイン）
- けものフレンズ（2017年、ロゴデザイン、ユニットロゴ、プロップ、プロモーションデザイン、webサイト、オフィシャルガイドブック、CDデザイン）[1][5]
- 僕の彼女がマジメ過ぎるしょびっちな件（2017年、プロモーションデザイン、webサイト、Blu-ray・DVDデザイン）
- ゼロから始める魔法の書（2017年、ロゴデザイン、Blu-ray・DVDデザイン）
- 魔法少女サイト（2017年、ロゴデザイン、プロモーションデザイン、webサイト、Blu-ray・DVD・CDデザイン）
- DOUBLE DECKER! ダグ&キリル（2018年、ロゴデザイン、プロモーションデザイン、Blu-ray・DVDデザイン、グッズデザイン）
- シュタインズ・ゲート ゼロ（2018年、プロモーションデザイン、webサイト）
- 幽☆遊☆白書 25周年記念Blu-ray（2018年、Blu-rayデザイン）
- キャプテン翼（2017年、プロモーションデザイン）
- 同居人はひざ、時々、頭のうえ。（2018年、Blu-ray・DVD・CDデザイン）
- ハッピーシュガーライフ（2018年、プロモーションデザイン）
- けものフレンズ2（2018年、ロゴデザイン、各話タイトルデザイン、webサイト、プロモーションデザイン、Blu-ray・DVD・CDデザイン）
- 銀河英雄伝説 Die Neue These 邂逅（2018年、ロゴデザイン、プロモーションデザイン、Blu-ray・DVDデザイン、グッズデザイン）
- 賢者の孫（2019年、CDデザイン）
- 聖闘士星矢: Knights of the Zodiac（2019年、ロゴデザイン、アートワーク）
- ワンパンマン season2（2019年、プロモーションデザイン）
- Dr.STONE（2019年、ロゴデザイン、プロモーションデザイン、webサイト、Blu-ray・DVDデザイン）
- 胡蝶綺 ～若き信長～（2019年、ロゴデザイン、Blu-ray・DVDデザイン）
- 魔術士オーフェンはぐれ旅（2020年、ロゴデザイン、プロモーションデザイン）

### 映画
- 009 RE:CYBORG（2012年、ロゴデザイン）
- アナと雪の女王（2014年、ビジュアルガイドブック）
- ベイマックス（2014年、ビジュアルガイドブック）
- インサイド・ヘッド（2015年、ビジュアルガイドブック）
- サイボーグ009VSデビルマン（2015年、ロゴデザイン）
- ズートピア（2016年、ビジュアルガイドブック）
- ファインディング・ドリー（2016年、ビジュアルガイドブック）
- モアナと伝説の海（2017年、ビジュアルガイドブック）
- ガラスの花と壊す世界（2017年、ロゴデザイン、プロモーションデザイン、webサイト、パンフレット、Blu-ray・DVD・CDデザイン、グッズデザイン、コミックスデザイン）
- 劇場版 黒子のバスケ LAST GAME（2017年、ロゴデザイン、プロモーションデザイン、パンフレット、Blu-ray・DVD・CDデザイン、グッズデザイン、劇中ロゴデザイン）
- モンスターストライク THE MOVIE ソラノカナタ（2018年、ロゴデザイン、プロモーションデザイン）
- 劇場版 トリニティセブン -天空図書館と真紅の魔王-（2018年、ロゴデザイン、プロモーションデザイン、パンフレット、Blu-ray・DVDデザイン）
- 二ノ国（2019年、プロモーションデザイン、パンフレット）
- 銀河英雄伝説 Die Neue These 星乱（2019年、プロモーションデザイン、Blu-ray・DVDデザイン）

### Webアニメ
- ようこそジャパリパーク（2018年、ロゴデザイン）

### プロジェクト
- けものフレンズプロジェクト（2015年、ロゴデザイン、webサイト）
- 言霊少女プロジェクト（2019年、ロゴデザイン、キービジュアルデザイン）

### ゲーム
- けものフレンズ（ネクソン版ゲーム）（2015年、ロゴデザイン）
- けものフレンズあらーむ（2017年、ロゴデザイン）
- けものフレンズぱびりおん（2018年、ロゴデザイン）
- けものフレンズ FESTIVAL（2018年、ロゴデザイン）
- けものフレンズピクロス（2018）
- けものフレンズ3（2019年、ロゴデザイン、ユニットロゴデザイン）
- MODEL Debut #nicola/モデルデビュー ニコラ（2019年、ロゴデザイン、webサイト）

### 映像
- 愛知県安城市 シティプロモーション動画（2017年、ロゴデザイン、テロップデザイン）

### コミックス
- 地縛少年花子くん（2014年、カバーデザイン）
- けものフレンズ -ようこそジャパリパークへ！-（2015年、カバーデザイン）
- シノビ四重奏（2015年、カバーデザイン）
- 家庭教師ヒットマンREBORN!（2017年、集英社コミック文庫 カバーデザイン ）

### 小説
- スクールポーカーウォーズ（2015年、カバーデザイン）

### アーティスト
- オーイシマサヨシ「仮歌」（2017年、CDジャケット）
- Kleissis（2018年、ロゴデザイン）

### その他
- NARUTO -ナルト- 第1話複製原稿BOX 相伝（2016年、トータルデザイン）